# 陳鴻鳴

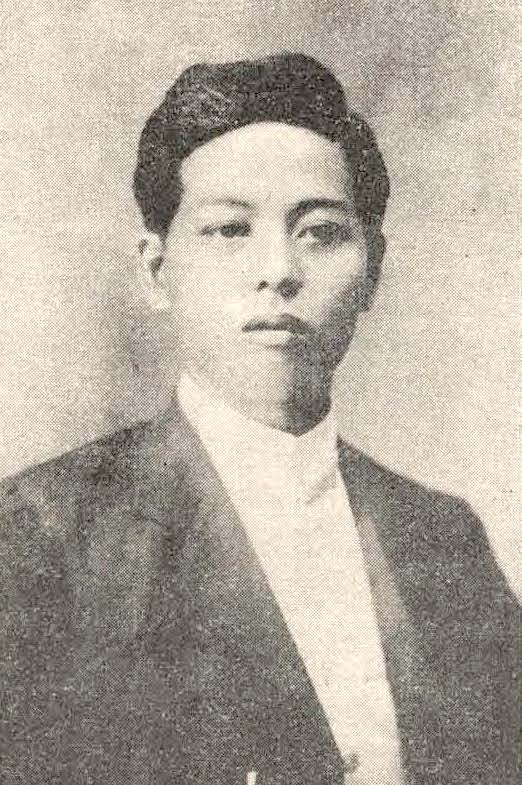
陳鴻鳴

陳鴻鳴（1876年8月26日—1950年7月18日﹞，字子襟，鄉間稱大水舍。善化北子店人:307。生於善化里西堡灣裡庄（今臺灣臺南市善化區）。臺灣日治時期的糖業富商，也是任職於台灣總督府的少見臺灣人官員。

## 生平
陳鴻鳴家族來自中國。明鄭時期，陳鴻鳴的先祖擔任鄭軍部將，後則因戰功，授官田於灣裡（今善化）。清治時期，族人多棄官從商，成為巨富。
1895年5月，乙未戰爭爆發，陳鴻鳴堂兄陳子鏞任台灣民主國臺南籌防總局長，負責軍事籌款等職。同年10月，日軍攻佔臺南，陳子鏞隨軍隊敗退廈門，不過未成年的陳鴻鳴則並未跟隨內渡唐山。
日治時期後，日本當局曾三聘陳子鏞未果，因此起用其堂弟陳鴻鳴以餌之。1896年，陳鴻鳴即入灣裡街國語傳習所就讀。學成後因日語流利，隨後任善化里東堡區長、臺南廳灣裡街辨務署參事等官職。
20世紀初，他除了移居臺南市，並與王雪農繼續於臺南州州內共創多所糖廠，明治三十八年（1905年），陳鴻鳴與蘇有志等人等人創辦灣裡製糖所。明治三十九年（1906年），陳鴻鳴等人在臺南廳噍吧哖庄創立了「永興製糖合股會社」。
大正九年（1920年），陳鴻鳴出任臺南州協議會會員，昭和五年（1930年），出任臺灣總督府評議會員，為台灣日治時期少有的台人官員。
戰後，台灣進入中華民國時期，此期間，他則轉任臺南市第四信用合作社理事主席，民國三十九年（1950年），因肝病於任內去世。葬於善化鎮坐駕里鈴仔林埔。:307

## 經歷
- 臺灣總督府評議會員
- 灣裡辦務署參事、紳章、大目降參事、灣裡公校委員
- 善化里東堡庄長[2]、赤十字社委員、地方稅調查委員、東區土地整理組合長
- 臺南製糖創立委員兼監查役
- 永興製糖社長
- 南報取締役
- 灣裡製酒組合長
- 苗栗製糖取締役
- 臺灣糖蜜取締役
- 臺南廳參事
- 臺灣與業信託與臺灣經鐵兩社取締役
- 恩賜財團明治救濟會評議員
- 臺南大舞臺株式會社取締役
- 臺南公館評議員、大禮紀念章、東洋協會評議員
- 臺南第二幼稚園幹事
- 臺南習俗改良副會長、臺南協會長、臺南廰農會評議員、商工校商議員
- 東京電機品具製造兼南部海產兩會社取締役、臺南信組興信社監事、咸鶯礦株式會社取締役、
- 臺南女公校委員、臺南公會副會長、三公學務委員、臺灣製鹽取締役、
- 嘉南大圳會議員、州議員、勸業委員、州議會常置委員、防疫組合常設委員、所得稅州稅調查委員、督府史料編纂委員會顧問